# 常陸入道念西
常陸入道念西（ひたちにゅうどう ねんさい）は、平安時代末期の武将。鎌倉幕府の御家人。通説では伊達氏の初代当主である伊達朝宗に比定されている。
文治5年（1189年）の奥州合戦の石那坂の戦い（現在の福島市飯坂）で息子の為宗、為重（宗村）、資綱、為家と共に功を立てたことが『吾妻鏡』に見出される。源頼朝は伊達郡を与えることで報い、念西はこれまでの伊佐、或いは中村の姓を改め、以後、伊達を称することになった。これが伊達氏の勃興である。
娘の大進局は頼朝の寵を受けて貞暁を産むが、彼女のことを『吾妻鏡』は常陸介藤原時長の息女と記し、『尊卑分脈』は清和源氏の項にて伊達蔵人藤原頼宗の息女と記していることから、時長・頼宗という名を持っていたことが分かる。
念西は歴代伊達氏のいずれの当主に該当するのか、以下に述べるように諸説がある。

## 念西の本名とその系譜
一般に、念西は山蔭流の待賢門院非蔵人藤原光隆の息子である朝宗（母は源為義の娘という）に比定され、朝宗の曾祖父である常陸介実宗の代に伊佐、若しくは中村と称したと言われる。『伊達正統世次考』や『寛政重修諸家譜』では念西を伊達氏初代の朝宗であるとし、念西の次男・為重は後の2代当主・宗村に比定される。
ところが、伊達氏の古い記録・文書では宗村を伊達氏初代当主とするのが多く見られることから、古くは新井白石が『藩翰譜』で念西の本名は宗村という説を出し、近代では松浦丹次郎が『伊達氏誕生』で同様の見解を採っている。なお、朝宗と念西＝宗村との関係では親子とする系譜の他、従兄弟とする系譜も見受けられる（『会津史』（巻之二・第三篇伊達氏の項） 。
念西の本名を宗村とする説でも山蔭流藤原朝宗に出自を求める点では一緒である。しかし、『尊卑分脈』では藤原実宗が伊佐・中村と称したという記述が見出せず、また朝宗から伊達氏が発生したという系譜も見出すことが出来ない（同じく清和源氏の項でも為義の娘が光隆に嫁いだと言う記事を見出せない）。これらのことから、太田亮は念西の系譜を常陸大掾一族の伊佐為賢の末裔とする説を出している。
念西を朝宗とする文献・研究者等
- 『伊達正統世次考』『寛政重修諸家譜』『永禄伊達系図』『福島県史』『福島市史』『仙台藩祖実録』
- 「当午山満勝寺の比丘知恩の文」
- 伊達宗家の当主、仙台藩士斎藤竹堂

念西を宗村とする文献・研究者等
- 『寛永諸家譜』『南豫史』『伊佐早本系図』『駿河伊達文書』『藤氏飯田系譜』『藩翰譜』『伊達氏誕生』『会津史』『百家系図稿』『諸系譜』『伊達政宗の研究』
- 「中村城、中村神社の伝承」（『伊達氏と中村八幡宮』）
- 新井白石、太田亮、松浦丹次郎、小林清治

念西を為宗とする文献・研究者等
- 『雲但伊達家系図』（長男の名前も為宗となっている為、誤記の可能性あり）